# Clubiona lyriformis
Clubiona lyriformis là một loài nhện trong họ Clubionidae.
Loài này thuộc chi Clubiona. Clubiona lyriformis được miêu tả năm 1991 bởi Da-xiang Song & Zhu.